# Hohenbudberg

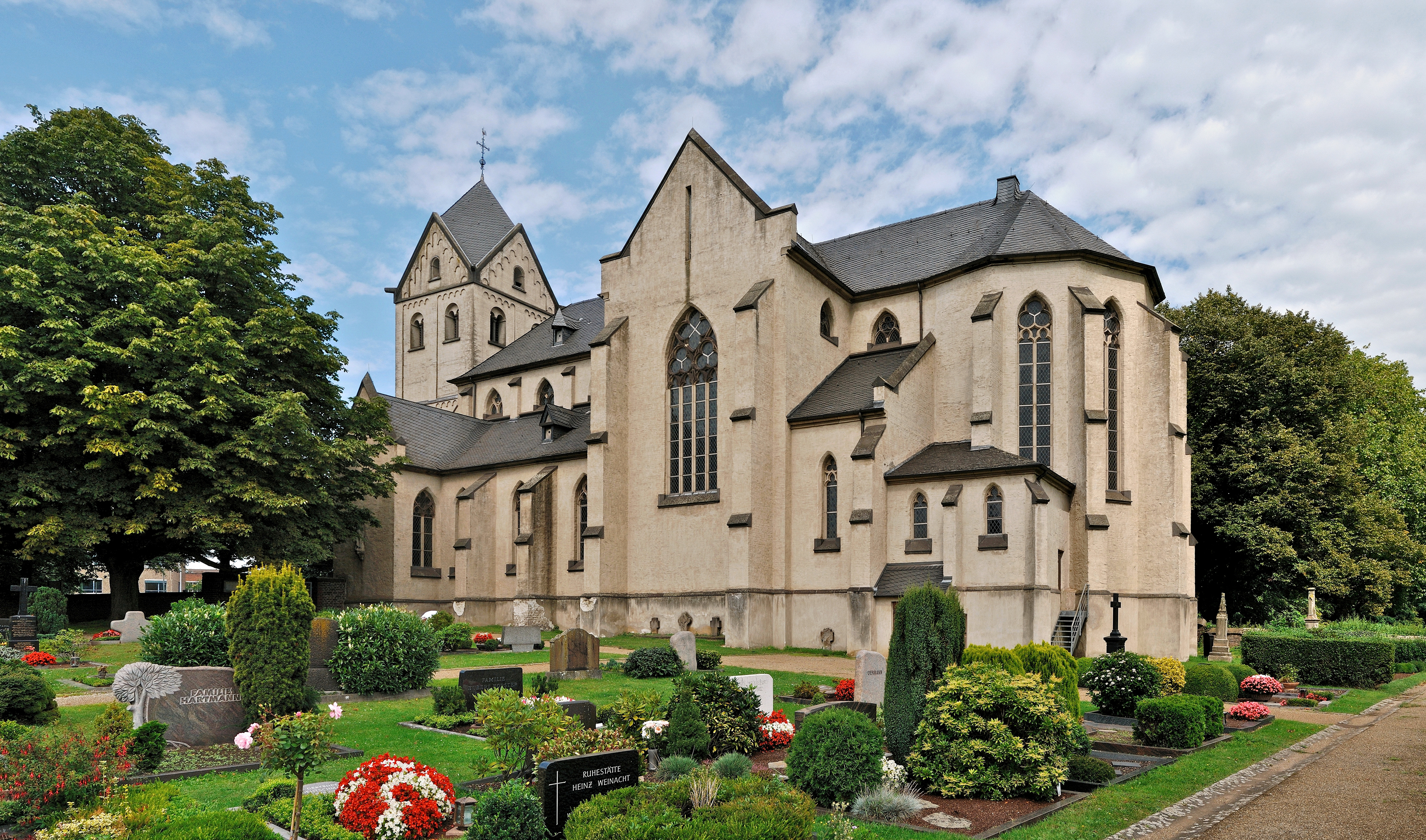
Katholische Ortskirche St. Matthias

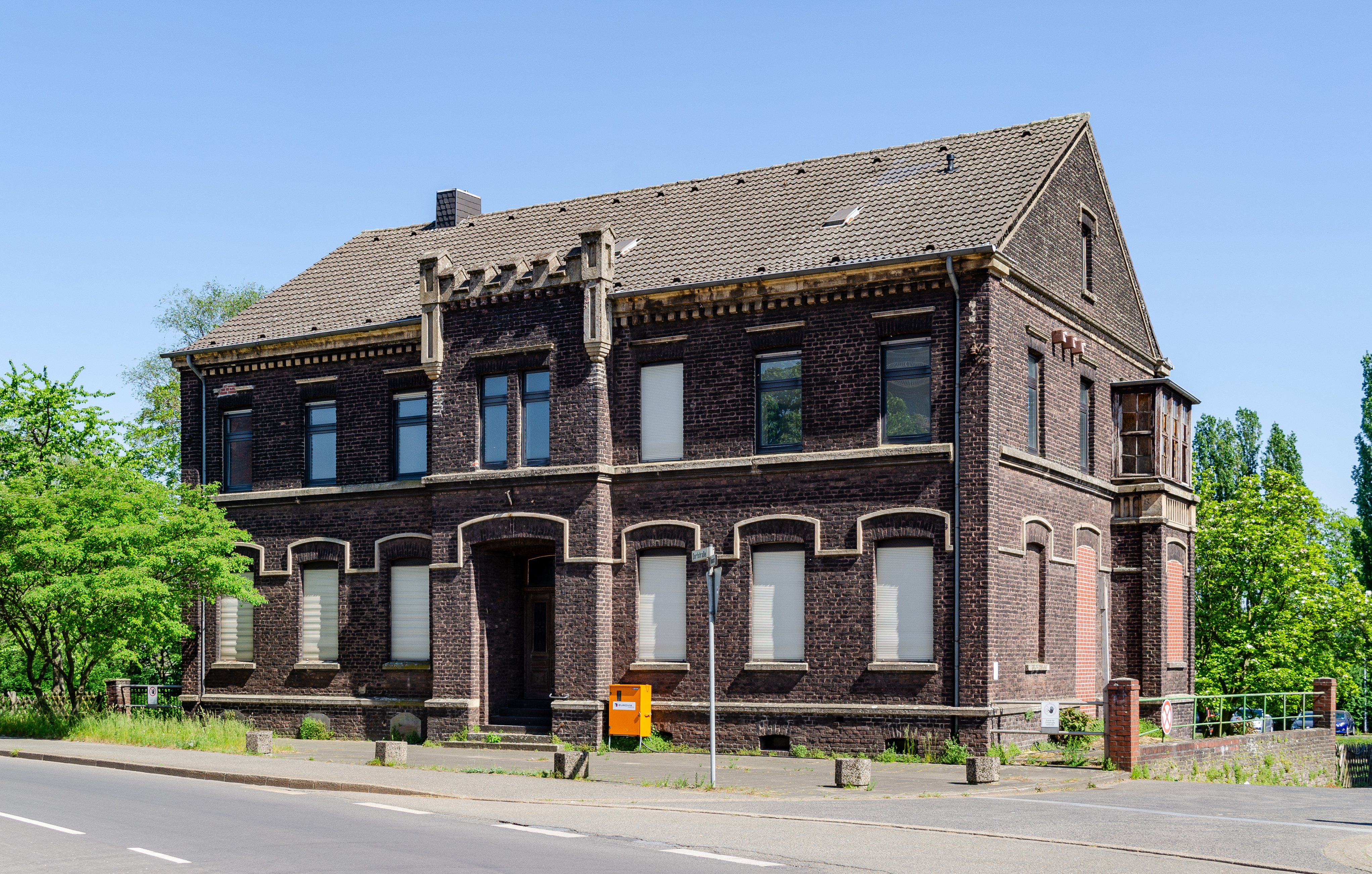
Leerstehendes Wohngebäude an der Dorfstraße, neben der Kirche einziges erhaltenes Bauwerk des Dorfes Hohenbudberg

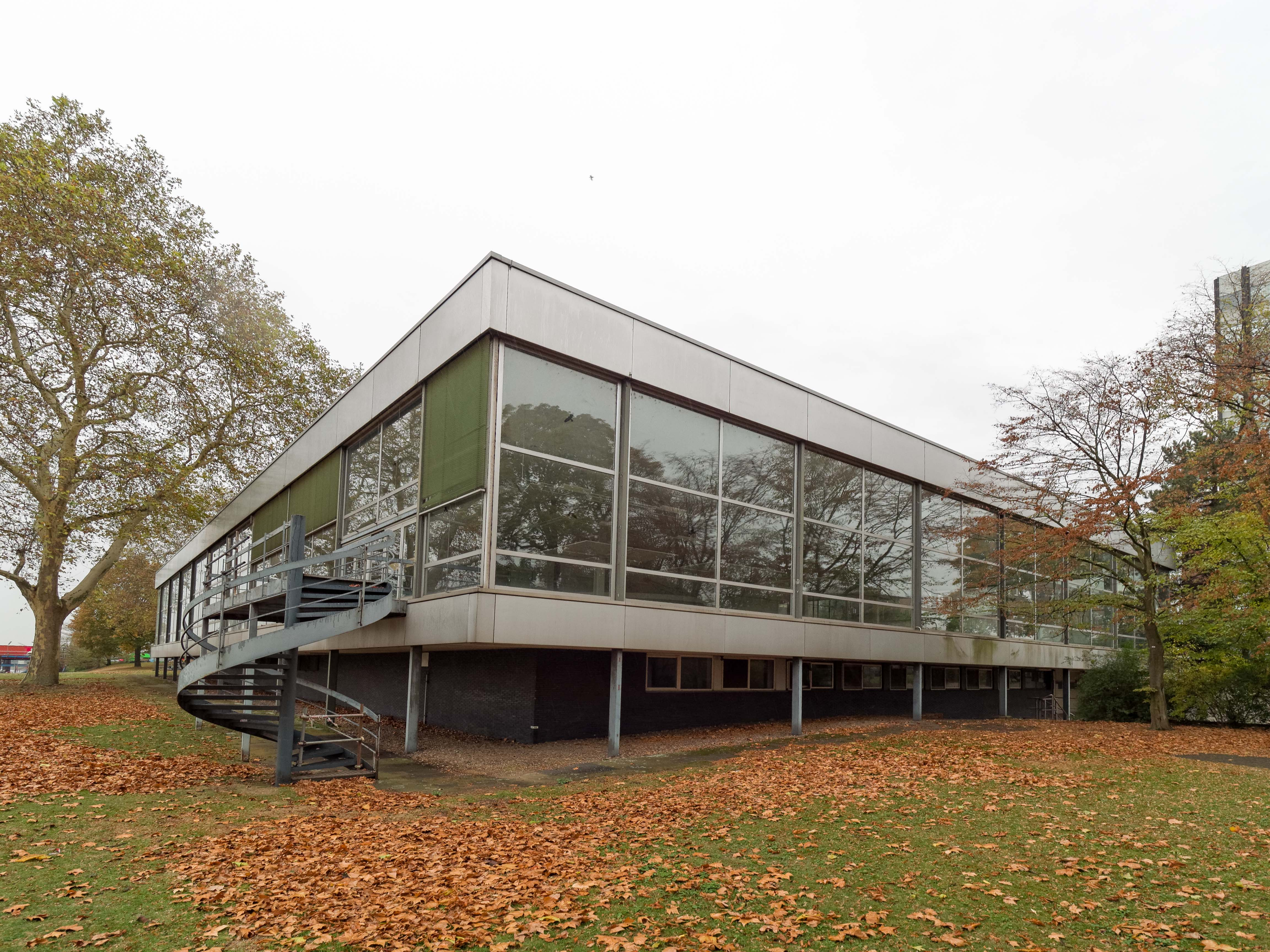
Trotz Denkmalschutzes mittlerweile abgerissenes Kasino R 55 des Bayer-Werks Uerdingen, errichtet 1961 durch die Architekten Helmut Hentrich und Hubert Petschnigg

Hohenbudberg ist ein Ort am linken Ufer des Rheins und gehört zur Stadt Krefeld. Heute stehen hier nur noch vier Häuser, da der ursprüngliche Ort durch die Ausdehnung des Bayer-Werkes Uerdingen weitestgehend verdrängt wurde. Hohenbudberg ist zusammen mit dem zur Gemarkung Traar gehörenden Ortsteil Vennikel ein statistischer Bezirk der Stadt Krefeld, der etwa 4800 Einwohner zählt.

## Geschichte
Bereits aus dem Jahre 732/733 wird eine Schenkung eines Hofes in Hohenbudberg im Gellepgau an das Kloster Pfalzel (Trier) erwähnt.
Im Jahre 1927 hatte sich Hohenbudberg, das bis dahin Teil der Gemeinde Hohenbudberg-Kaldenhausen in der Bürgermeisterei Friemersheim im Kreis Moers war, der Stadt Uerdingen im Landkreis Krefeld angeschlossen. Dies betraf den alten Ortskern sowie den Hagschinkel (südl. Teil von Kaldenhausen). Zugehörig zur Stadt Uerdingen, wurde Hohenbudberg 1929 ein Teil der Stadt und des Stadtkreises Krefeld-Uerdingen am Rhein.
Der nördliche Teil mit dem Gelände des ehemaligen, 1986 abgebrochenen Rangierbahnhofes Hohenbudberg, der zu den größten Europas gehörte, kam damals mit der in den 1920er Jahren für die Bahnbeschäftigten errichteten Eisenbahnsiedlung zur Gemeinde und späteren Stadt Rheinhausen und befindet sich heute auf Duisburger Stadtgebiet.

## Gebäude
Erwähnenswert ist die katholische Kirche St. Matthias, die die älteste Kirche im Krefelder Stadtgebiet ist. Die Pfarrgemeinde wird erstmals im Jahre 1150 genannt, der Turmbau stammt ebenfalls aus dem 12. Jahrhundert.
Die Kirche St. Matthias war Mutterpfarre für die Pfarren in Uerdingen (bis 1285), in Friemersheim (von der Reformation bis 1910) und Kaldenhausen (bis 1919). In der heute zu Rheinhausen gehörenden Eisenbahnersiedlung steht auch der denkmalgeschützte Wasserturm Hohenbudberg.

## Gewerbe
Das Gelände des ehemaligen Rangierbahnhofs Hohenbudberg wurde zu einem etwa 35 ha großen Gewerbepark umgestaltet, außerdem befindet sich dort die forensische Klinik.

## Bahnverkehr
Der Haltepunkt Hohenbudberg lag als einziger Zugang zum Eisenbahnnetz im Gebiet des ehemaligen Dorfes Hohenbudberg an der Strecke Uerdingen – Kaldenhausen – Trompet. Er wurde 1905 in Betrieb genommen, lag direkt am Schrankenposten an der Friedensstraße und bestand aus einem Bahnsteig mit Uhr und zeitweise einem Stationsgebäude. Er diente dem Personenverkehr bis zum 25. Mai 1961 und wurde stark von den Pendlern zum Bayerwerk genutzt. Da die gesamte Strecke am 1. Oktober 1961 stillgelegt wurde (die Firma Bayer erwarb südlich des ehemaligen Bahnhofs Kaldenhausen die stillgelegte Strecke, um das Werksgelände zu vergrößern), wurden das Gleis und die Schranken nur noch im Werksverkehr genutzt, da das Unternehmen beides für die Werkserweiterung nutzte. Für die Pendler zum Bayerwerk wurde im Gegenzug der Haltepunkt Hohenbudberg Bayerwerk an der Strecke Duisburg–Mönchengladbach eingerichtet. Dieser ist inzwischen umbenannt in Krefeld-Hohenbudberg Chempark.